# Jaderný pohon
Jaderné pohony zahrnují široký výběr typů pohonů využívajících jako primární zdroj jadernou energii. Myšlenka využít jaderné materiály pro pohony se datuje k počátku 20. století. Již v roce 1903 vznikla hypotéza, že radioaktivní materiál, radium, může být vhodným palivem pro motory pohánějící auta, lodě či letadla. Proměna hypotézy ve skutečnost se realizovala o půlstoletí později, kdy byla v roce 1954 spuštěna na moře první jaderná ponorka s nápadným názvem Nautilus.

## Historie
Jaderné pohony vděčí za své využití a vývoj studené válce z padesátých let 20. století, kdy probíhaly závody ve zbrojení mezi největšími mocnostmi světa. Již po druhé světové válce bylo jasné, že ten, kdo bude schopný využít energii z jádra, bude mít obrovskou převahu. Vojenský vývoj jaderných pohonů pro lodě, ponorky, letadla, tanky a kosmické sondy byly předmětem vývoje zejména v SSSR a USA. Reaktory pro pohon ponorek se staly základem vývoje reaktorů pro jaderné elektrárny v USA i v Sovětském svazu. V současnosti (2015) vlastní jaderné pohony i další státy, jako např. Francie, Velká Británie, Čína nebo Indie.

Jaderný pohon se prosadil zejména v jaderných ponorkách. Hojně se využívá jaderného pohonu také na letadlových lodích (USA) a raketových křižnících (RUS). Jako jediné jaderné pohony pro mírové účely se prosadily jaderné ledoborce. V minulosti byly postaveny také tři nákladní lodě na jaderný pohon, ty jsou však dnes odstaveny, nebo přestavěny na konvenční spalovací pohon. Jaderná letadla ani tanky se neprosadily zejména z důvodu problému odstínění posádky od jaderného reaktoru. Jaderná letadla vznikla dvě, jedno v USA a druhé v SSSR. Projekt jaderného tanku skočil pouze u makety. Jaderný pohon se využívá i pro lety do kosmu, do roku 2014 se ho využilo v necelých 30 kosmických sondách. Tento zdroj vždy pracoval naprosto spolehlivě. Do budoucna lze předpokládat, že se bude radioizotopového pohonu hojně využívat k cestám do meziplanetárního prostoru, kde tyto sondy, na rozdíl od pohonů využívajících sluneční záření, pracují spolehlivě.

## Technická data
Jako pohonu lze teoreticky využít všech tří zdrojů jaderné energie. V současnosti výrazně převládá využití tepelné energie ze štěpné reakce probíhající v jaderném reaktoru, nebo tepelné energie z radioaktivní přeměny a následné přeměně na elektrickou energii pomocí radioizotopový termoelektrický generátor (RTG).
1) Jaderný pohon využívající štěpnou reakci z jaderného reaktoru je velice efektivní pohon, dovolující plavidlům plout téměř kamkoliv bez nutnosti doplňování paliva, a rychlostí, která je v případě potřeby vyšší než rychlost většiny konvenčních pohonů. Jaderné pohony využívají od začátku svého vývoje díky limitovanému prostoru v drtivé většině tlakovodní reaktory (PWR/VVER) s vysokou hustotou výkonu, později se přidaly také reaktory chlazené tekutým kovem Pb-Bi. Uvolněná energie ze štěpení ve formě tepla pak předává energii do chladiva - vodě. V parogenerátoru je teplo dále předáváno do sekundárního okruhu, kde vzniká pára. A ta pohání turbíny zajišťující pohon plavidel a také vyrábí elektrickou energii. Jako palivo pro reaktory plavidel s jaderným pohonem se používá izotop uranu U235, stejně tak jako u komerčních reaktorů vyrábějících elektrickou energii, s tím rozdílem, že v jaderných plavidlech má uran vyšší obohacení U235. 
2) Jaderný pohon využívající radioaktivní přeměnu je využit zejména v kosmu v podmínkách, kde nelze využít energie ze Slunce (sondy velmi vzdálené od Slunce, práce na odstíněné straně planety atp.). Využívá se radioizotopový zdroj energie hlavně jako zdroj elektrické energie získaný pomocí termočlánku (využitím Seebeckova jevu) pro pilotované i bezpilotní vesmírné sondy. Radioizotopový zdroj využívá
rozpadu radioaktivních látek. Existuje však pouze několik radioizotopů, které mají vhodný poločas rozpadu a je tak možné je využít a dosáhnout požadovaného
výkonu. Nejčastěji se pro kosmický průmysl využívá izotop Pu238 díky svému výhodnému poločasu přeměny 87,7 roku.

## Plavidla na jaderný pohon

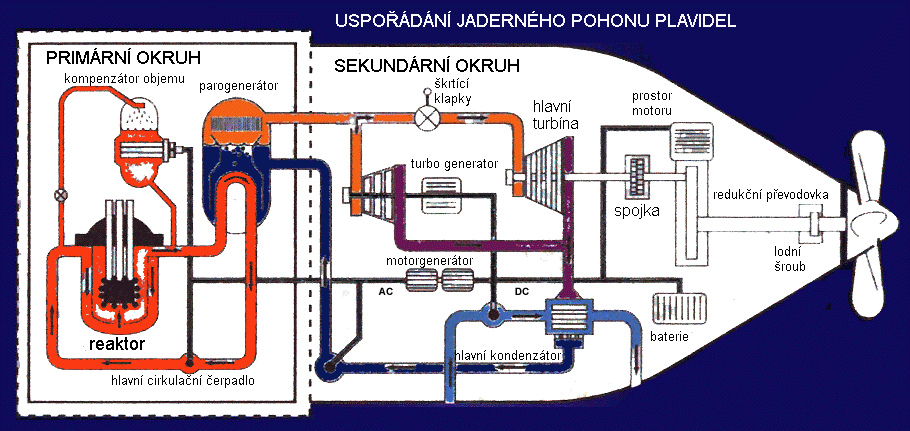
schéma jaderného pohonu plavidel

Již ve 30. letech 20. století se objevila myšlenka vybavit plavidla jaderným pohonem, avšak její praktická realizace byla možná až o dvě desetiletí později. Jaderné reaktory pro pohon vojenských ponorek a hladinových lodí byly jedinečným technickým úspěchem 20. století. Jako první dostaly jaderný pohon ponorky, pro tuto kategorii plavidel obrovská síla získávaná štěpením atomů znamená zcela zásadní zvrat v konstrukci, výkonech, vojenské taktice i strategii. Do všech plavidel byly instalovány v drtivé většině malé tlakovodní reaktory, v několika případech byly použity reaktory chlazené tekutými kovy Pb-Bi.

### Jaderné ponorky
Jaderné ponorky získaly díky obrovské energii z jádra možnost vydržet pod hladinou velmi dlouhou dobu (běžně až 6 měsíců), neboť se nemusí vynořovat kvůli dobití baterií, a současně dodává energii pro generování kyslíku. Klasické diesel-elektrické ponorky musí na své palubě nést těžké akumulátory, mají menší výkon a akční rádius (zhruba „jen“ desítky tisíc km). Další výhodou vysoké energie z jádra se stalo umožnění velmi rychlé plavby pod vodu (více než 45 uzlů, cca 85 km/h).
Jaderné ponorky hrály největší prim v druhé polovině 20. století během studené války, kdy USA a Sovětskému svazu sloužily k odstrašení nepřítele, hlavně díky svému jadernému arsenálu na palubě. Jako první začali realizovat projekt jaderné ponorky Američané. Od roku 1951 stál v čele projektu admirál Hyman G. Rickover (1900-1986). Již v roce 1955 se začala plavit první ponorka USS Nautilus pouze na jaderný pohon, tato ponorka byla vzor pro všechny pozdější jaderné ponorky. Bylo to první plavidlo, které dosáhlo geografického severního pólu pod ledem. V SSSR zkonstruovali první jadernou ponorku s názvem K-3 v roce 1958. Jaderné ponorky jsou však velmi drahé, proto si je mohou dovolit jen největší mocnosti světa. Koncem 80. let bylo v SSSR ve službě na 450 jaderných ponorek, což bylo téměř dvakrát tolik jako ve všech ostatních zemích. 

### Hladinová plavidla
Hladinová plavidla se rozdělují do dalších skupin - letadlové lodě (USA), jaderné ledoborce (Rusko/bývalé SSSR), raketové křižníky (Rusko/bývalé SSSR) a nákladní lodě. 

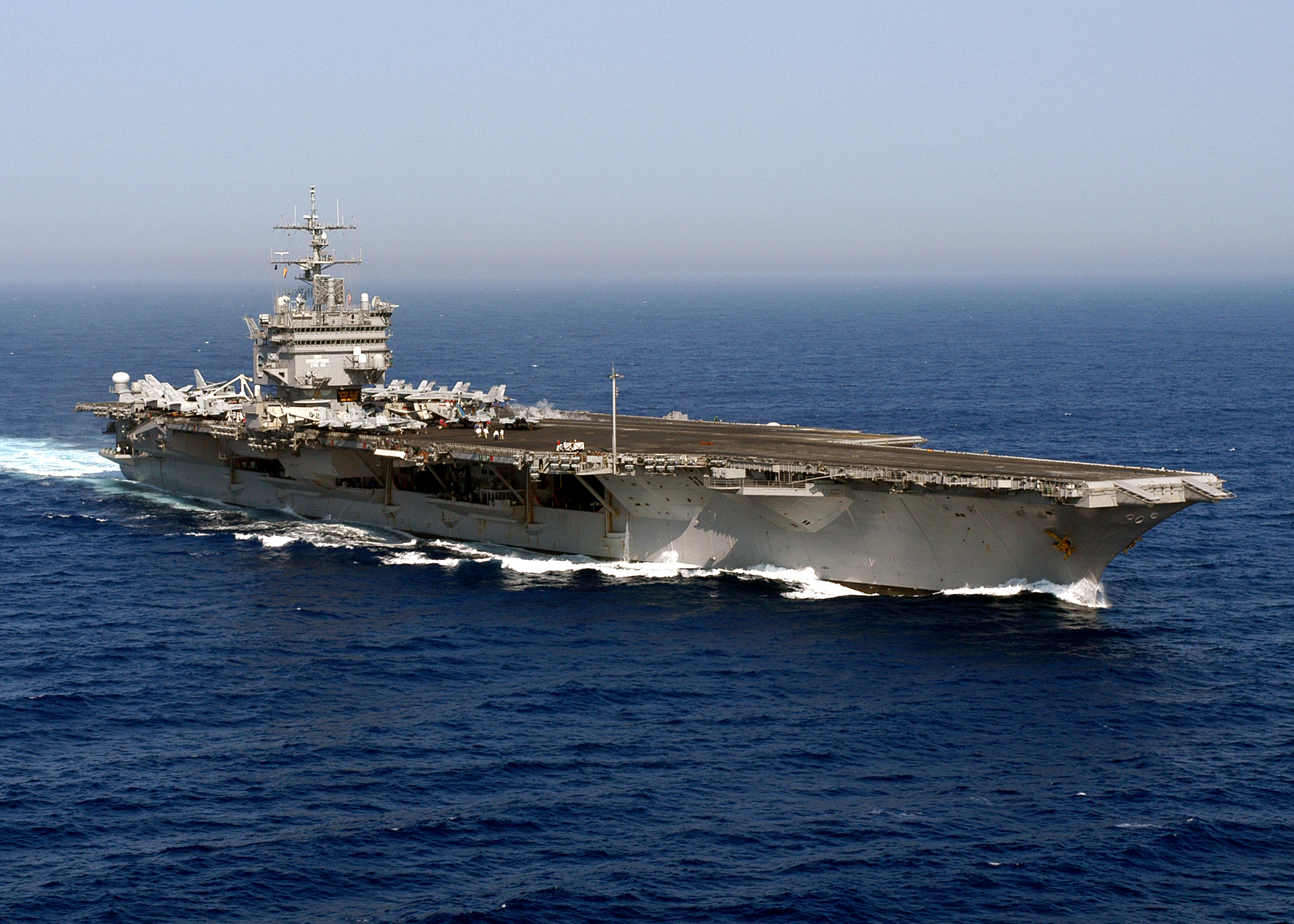
USS Enterprise (CVN-65)

#### Letadlové lodě
Používané jaderné reaktory jsou konstrukčně takřka shodné s reaktory na jaderných ponorkách. Z důvodu vyšších výkonů jsou ale reaktory mnohem větší, což znamená oproti ponorkám větší hmotnost a s tím zhoršená manévrovatelnost. Roku 1961 vyplula na moře první letadlová loď s názvem USS Enterprise. Její pohon zajišťovalo osm reaktorů o celkovém tepelném výkonu cca 210 MW. 

#### Raketové křižníky
Jedná se o velké válečné lodě, které jsou určeny jednak pro monitorování, tak i pro účely útoků na více různých cílů. Byly vyráběny jak v bývalém SSSR, tak v USA. Jejich úkoly jsou velmi rozmanité, mohou sloužit jako ochrana námořních konvojů, dále pro útočné operace a ostřelování nepřátelského pobřeží (díky raketovému arsenálu na palubě) nebo jen jako průzkumná plavidla. První válečné hladinové palvidlo na jaderný pohon byl právě raketový křižník USS Long Beach vyrobený v roce 1961. V loděnici v sovětském Leningradu byly v rámci projektu 1144.2 od roku 1980 postaveny celkem 4 křižníky s jaderným pohonem, dnes (2015) je aktivní už jen křížník Pjotr Velikij.

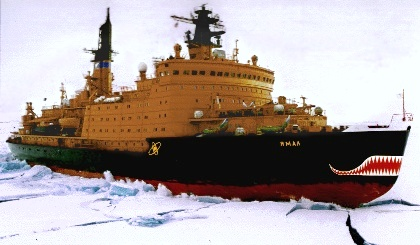
Ledoborec Jamal

#### Jaderný ledoborec
Jaderné ledoborce jsou jedinou komerčně úspěšnou aplikací, která slouží výhradně pro mírové účely. Využívají se pro plavbu po zamrzlých vodních plochách. Jsou to v podstatě velké nákladní lodě určené k prorážení cest pro ostatní lodě nebo k vyprošťování lodí uvízlých v ledu. Tato jaderná plavidla jsou schopna, díky obrovské síle získané z jádra, prorazit led až o tloušťce 3 metry. Největší výhodou oproti konvenčním (dieselovým) ledoborcům opět zůstává dlouhá doba, po kterou se mohou plavit bez doplňování paliva a také nevznikají v arktických podmínkách problémy se zamrzáním paliva. Všechny dosud existující ledoborce byly vyrobeny v Rusku, resp. bývalém SSSR. Zcela prvním ledoborcem a současně i první hladinovou lodí na jaderný pohon se stal ledoborec Lenin. 

#### Nákladní lodě
Jaderné nákladní lodě měly sloužit jako demonstrace mírového užití jádra. V USA v rámci programu Atoms for Peace vznikla v roce 1959 obchodní loď NS Savannah. Loď poháněl tlakovodní reaktor a mohla pojmout 8500 t nákladu nebo 60 pasažérů. Loď byla koncipována ve velmi luxusním stylu, představovala spíše luxusní jachtu než nákladní loď. Během svého provozu urazila 450 tisíc mil, v roce 1972 skončil její provoz, neboť její roční provozní náklady vycházely přibližně o dva miliony dolarů více, než v případě srovnatelné lodi s klasickým pohonem. 

NS Savannah

V době, kdy se chýlil konec provozu NS Savannah, vznikla v Německu civilní loď na jaderný pohon s názvem NS Otto Hahn a uvezla až 14 000 tun nákladu. Tato loď sloužila zejména k výzkumu plavidel právě s tímto pohonem. Po devíti letech provozu, kdy urazila 650 tisíc mil, byla taktéž z ekonomických důvodů odstavena, avšak její osud byl odlišný než u americké lodi. NS Otto Hahn byla přestavěna na konvenční spalovací pohon, tak jak bylo v projektu lodi původně počítáno.
Poslední civilní jadernou lodí je nákladní loď vyrobená v Japonsku NS Mutsu, která však nikdy komerční náklad nevezla a byla pouze experimentální. Fungovala mezi lety 1972 a 1992. Její provoz komplikovaly zpočátku obavy rybářů v domovském přístavu Ohminato, proto ho musela opustit a najít si přístav nový. I u této lodi byl nakonec jaderný pohon nahrazen konvenčním spalovacím motorem.

## Jaderná letadla
Tak jako byly vyvíjeny během studené války jaderné lodě, ruští a američtí inženýři dostali za úkol vyprojektovat letadlo na jaderný pohon s takřka neomezeným doletem, a tedy operovat ve vzduchu celé týdny bez doplňování paliva.

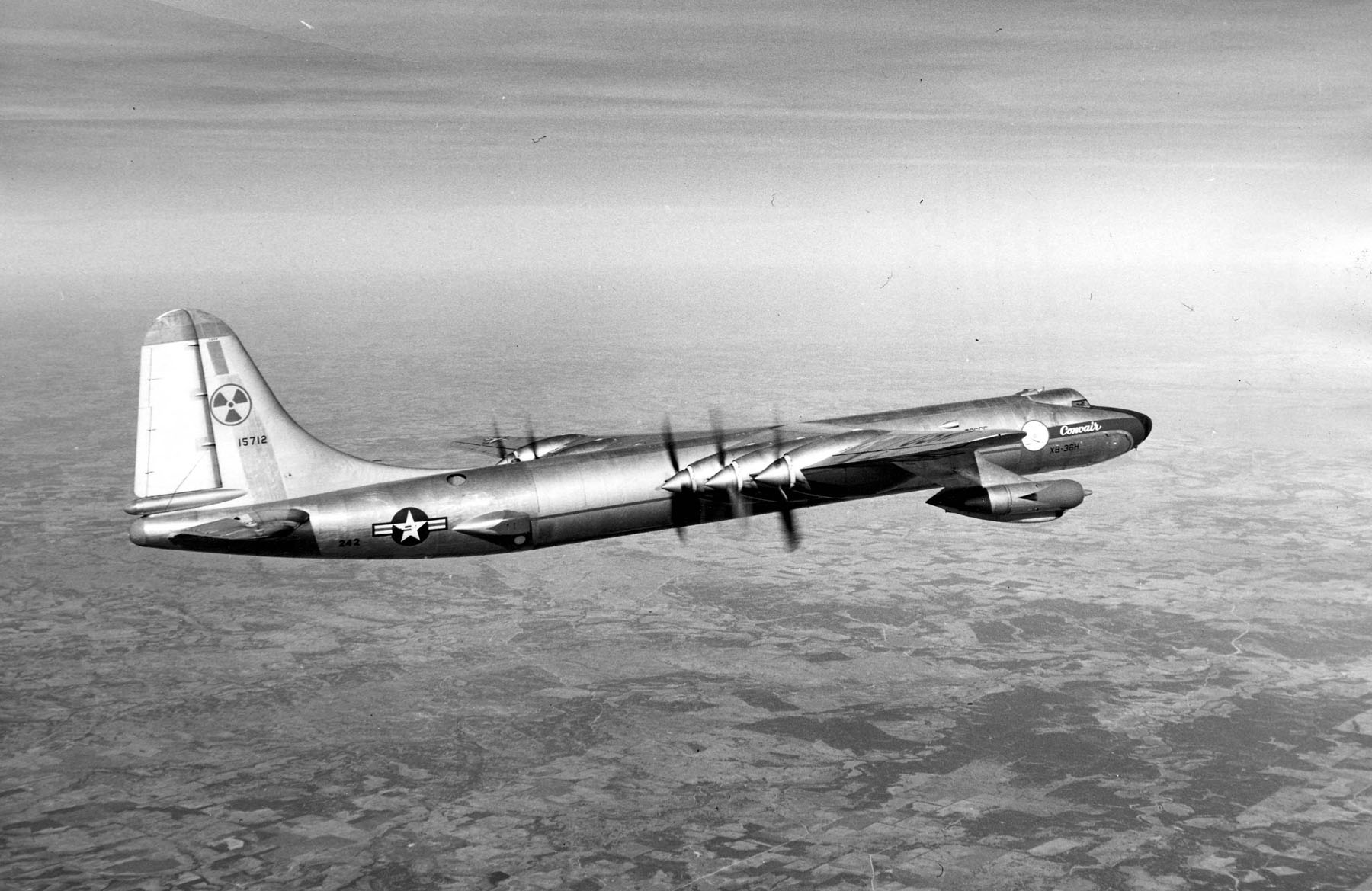
Convair B-36

Americký projekt. V letech 1955-1957 byl v Americe testován přestavěný bombardér Convair B-36 Peacemaker (v projektu Pluto) využívající jaderný pohon. Jaderný reaktor byl chlazen tekutým sodíkem a disponoval tepelným výkonem 1 MW. Pro start a přistání používal letoun klasické motory na chemické palivo tak, aby při případné kolizi nedošlo k úniku
radioaktivních látek. Pětičlenná posádka byla od reaktoru odstíněna dvanáctitunovým olovo-pryžovým štítem. Tento letoun provedl 47 zkušebních letů, avšak ani jednou nebyl k pohonu letadla využit pouze přímý zdroj tepla z reaktoru. Lety, kdy byl spuštěn reaktor, sloužily pouze k měření a sběru dat pro další vývoj.
V roce 1960 bylo rozhodnuto o zastavení tohoto projektu, ač se do tohoto vývoje investovalo více než půl miliardy dolarů. Nevýhody, jako problém s odstíněním posádky od reaktoru nebo strach z pádu letadla na obydlené území, převážily nad výhodou neomezené délky pobytu ve vzduchu.
Sovětský projekt. I na druhé straně světa vznikly pokusy postavit letadlo na jaderný pohon. V SSSR se týmy jaderných inženýrů od
roku 1955 snažily přestavět letoun Tu-95M. Nový letoun pak nesl název Tu-119, byl charakteristický svým malým hrbem na trupu, kde vyčníval reaktor, který se nevešel celý do trupu letadla. Bylo provedeno přibližně 40 zkušebních letů na samotný jaderný pohon. Dle zápisů zkušebního pilota tohoto letadla však nebylo dbáno na dostatečné odstínění posádky a navíc byl vypouštěn do ovzduší kontaminovaný vzduch. Ze dvou zkušebních posádek přežili jen 3 muži. Neřešitelným problémem inženýrů se tedy stal, tak jako v Americe, problém s odstíněním posádky před radiací a přetížený letoun. Proto i v SSSR byl vývoj jaderného letadla v roce 1969 zastaven.

## Jaderné tanky
Zkonstruovat tank na jaderný pohon se stal cílem projektů opět pro obě největší mocnosti studené války. USA a SSSR tak logicky navazovaly na vojenský vývoj jaderného pohonu v ponorkách, lodích a letadlech. Tank chtěly sestrojit hlavně proto, aby i v něm dosáhly díky jadernému pohonu takřka neomezeného akčního rádiusu, vysokého výkonu a nepřetržité provozní pohotovosti.
Během vývoje armáda navrhovala reaktory, které bude možné přesouvat a získat tak mobilní zdroje energie, které by například mohly dodávat energii pro vojenské základny. Američané vyvinuli pohyblivý reaktor APPR (Army Package Power Reactor), který dodával elektrický výkon 2 MW a bylo možné ho přemisťovat letadlem. Stejně tak vzniklo v SSSR několik pojízdných vojenských elektráren s označením TES-3, které byly přemisťovány na prodloužených podvozcích tanků. Ty byly schopny vyrábět elektrickou energii o výkonu přibližně 1,5 MW.
Dalším krokem byl přímo tank na jaderný pohon. Američané postupně vytvořili konstrukční návrhy tanků poháněných přímo malým reaktorem. Jednalo se o studie s označením TV-1, Rex R-32, TV-8. Nejdále, až k maketě ve skutečné velikosti, byl vyvinut model TV-8, avšak stejně jako u jaderného letadla se zjistilo, že je takřka nemožné dostatečně odstínit posádku vozidla od jaderného reaktoru. Zejména z tohoto důvodu bylo nakonec od dalšího vývoje jaderného tanku upuštěno. Tank na jaderný pohon tak nebyl nikdy vyroben.  

## Jaderné pohony v kosmu

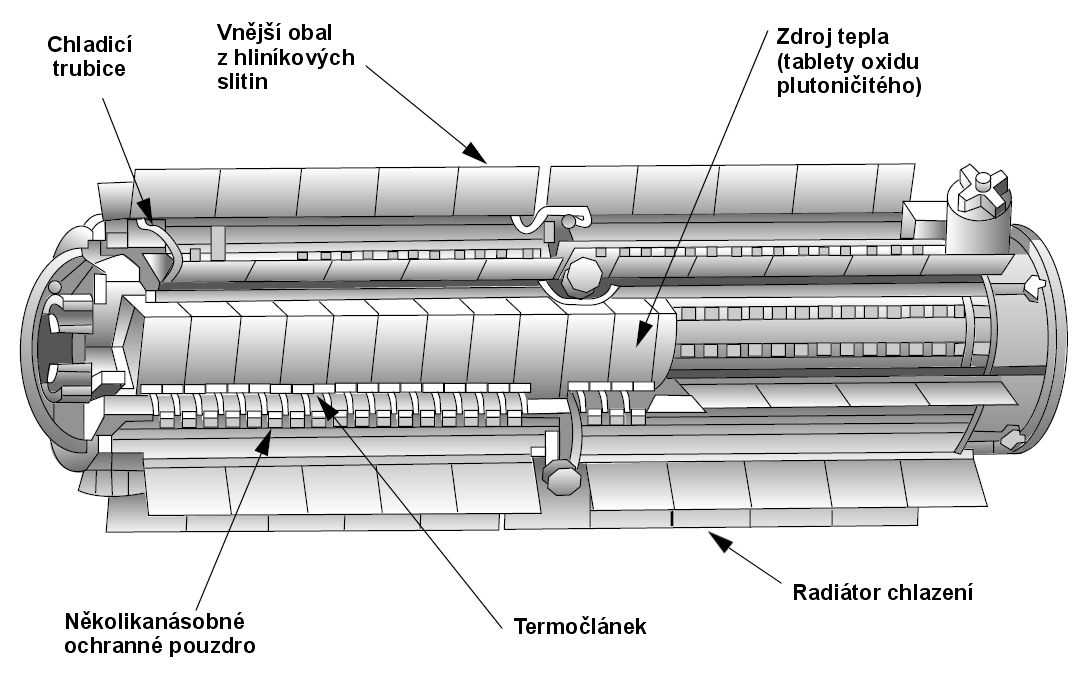
Schéma RTG sondy

### Kosmické sondy
Poprvé bylo využito jaderné přeměny v USA na vojenských komunikačních sondách v roce 1961 (sondy Transit 4a a 4b). V SSSR to byly roku 1965 sondy Kosmos 84 a 90. Ruské sondy využívaly izotop Po210, který má poločas přeměny pouze 138 dní. Využití radioizotopů je v kosmickém programu velmi výhodné. Mezi největší výhody pak patří dlouhá životnost, jednoduchost a funkční nezávislost na okolí (odolnost proti magnetickému poli, radiaci, okolní teplotě). Celkově bylo dosud využito radioizotopového termoelektrického generátoru v necelých 30 kosmických sondách. Zdroj energie z radioizotopu bychom našli i na vědeckých přístrojích, zanechaných programem Apollo na Měsíci nebo i na sondách pohybujících se na únikové dráze ze Sluneční soustavy - Cassini, Voyager 1, Voyager 2 a další.
Do budoucna lze předpokládat, že se bude radioizotopového pohonu hojně využívat k cestám do meziplanetárního prostoru, kde tyto sondy spolehlivě pracují na rozdíl od pohonů využívající sluneční záření. V USA se již projektuje nový radioizotopový termoelektrický generátor s vyšší účinností konverze tepla. Nové materiály by mohly zvýšit účinnost konverze až na několik desítek procent.

### Projekty vesmírných pohonů
Po druhé světové válce byly spuštěny programy využívající jadernou energii jako impulsní pohon pro zkoumání sluneční soustavy. Jde o reaktory, které by za pomoci paliva ohřívaly plyn na velmi vysokou teplotu, a poté by plyn expandoval v raketových tryskách a umožňoval tak pohyb kosmického plavidla. Projekty na tento pohon Rover/NERVA měly dva hlavní cíle: vytvořit impuls a vytvořit tah, který by kosmickou loď rozpohyboval. Jako palivo pro tyto pohony byl použit vodík. Programy NERVA/Rover byly ukončeny v roce 1973, neboť mise na Mars a Lunární mise byly odloženy na neurčito.
Dalším podobným projektem je např. projekt VASIMR. Energie pro tento pohon vychází z jaderné fúze. Jako palivo se u tohoto druhu pohonu využívá neutrálního plynu jako je helium, argon nebo xenon. Tento pohon může být spuštěn na nízký tah (systém je poháněn malým proudem plazmatu), nebo na vysoký tah. Projekt je v dohledné době nerealizovatelný, protože ani na Zemi zatím nebyl zkonstruován fúzní reaktor, který by dodával více energie, než spotřebuje. 